# Patrice Verchère
Pour les articles homonymes, voir Verchère.
Patrice Verchère, né le 29 décembre 1973 à Pont-Trambouze (Rhône), est un homme politique français, membre des Républicains. Il est député de la huitième circonscription du Rhône de 2007 à 2020.

## Biographie
Patrice Verchère commence sa carrière politique comme conseiller municipal de sa commune natale, Pont-Trambouze, de 1994 à 2001, date à laquelle il est élu dans la commune voisine de Cours-la-Ville, dont il devient adjoint au maire. Après les élections municipales de mars 2008, il est élu maire de la commune.
Le 10 juin 2007, il est élu au premier tour des élections législatives, pour la XIIIe législature (2007-2012), dans la 8e circonscription du Rhône, succédant à Robert Lamy, maire de Tarare, avec 26 879 voix soit 53,43 % des suffrages exprimés. Il fait partie du groupe UMP et est l'un des membres fondateurs du Collectif parlementaire de la Droite populaire créé en juillet 2010.
Le 17 juin 2012, au second tour des législatives, il est réélu dans la même circonscription avec 34 221 voix, soit 63,48 % des suffrages exprimés.
À l'occasion du congrès de l'UMP de 2012, il ne se prononce ni pour François Fillon, ni pour Jean-François Copé, estimant que « la différence entre les deux est infime, ils portent les mêmes valeurs ».
Il est référent départemental de la primaire française de la droite et du centre de 2016, et tenu à la neutralité à ce titre.
Le 18 juin 2017, il est réélu député de la huitième circonscription du Rhône avec 23 720 voix, soit 53,62 % des suffrages exprimés.
Il parraine Laurent Wauquiez pour le congrès des Républicains de 2017, scrutin lors duquel est élu le président du parti.
En novembre 2019, il devient secrétaire général du mouvement politique Oser la France (OLF) présidé par Julien Aubert. 
Élu maire de Cours le 25 mai 2020, puis président de la communauté d'agglomération de l'Ouest Rhodanien le 8 juin suivant, il démissionne de son mandat de député le 18 juin pour cause de cumul des mandats. Nathalie Serre lui succède à l'Assemblée nationale.
Il est débouté en juin 2022 de la poursuite judiciaire intentée envers le syndicat Sud Education 93, et condamné avec quatre parlementaires LR à verser 5 000 euros au syndicat.
Le 13 octobre 2023, il est élu président de l'Établissement public foncier de l'Ouest Rhône-Alpes (EPORA).
En juin 2024, il se présente comme suppléant de Nathalie Serre, candidate à un nouveau mandat pour les élections législatives anticipées.

## Mandats

### Mandats actuels
- depuis le 25 mai 2020 : maire de Cours
- depuis le 8 juin 2020 : président de la Communauté d'agglomération de l'Ouest Rhodanien
- depuis le 1er juillet 2021 : conseiller départemental du canton de Thizy-les-Bourgs

### Anciens mandats
- 2007-2020 : député du Rhône
- 2008-2016 : maire de Cours-la-Ville (Rhône)
- 2001-2008 : adjoint au maire de Cours-la-Ville (Rhône)
- 1994-2001 : conseiller municipal de Pont-Trambouze (Rhône)
- 2016-2021 : conseiller régional d'Auvergne-Rhône-Alpes, membre de la commission permanente, président du groupe majoritaire LR-DVD-SC

## Distinctions et honneurs

### Décorations
- Chevalier de la Légion d'honneur par décret du 11 juillet 2025, au titre de « ancien député du Rhône, maire de Cours ; 28 ans de services. »[10]